# Marina Antonazzoni
Marina Dorotea Antonazzoni, detta anche Lavinia (Venezia, 5 febbraio 1593 – Firenze, 10 marzo 1639), è stata un'attrice teatrale italiana.

## Biografia
Moglie dell'attore Francesco Antonazzoni, esordì probabilmente nella Compagnia dei Gelosi, passando presto alla Compagnia dei Confidenti. In questo periodo la Antonazzoni riscosse un grande successo con il suo cavallo di battaglia, La pazza di Lavinia.